# Japonia na Zimowych Igrzyskach Olimpijskich 1928
Japonię na Zimowych Igrzyskach Olimpijskich 1928 w Sankt Moritz reprezentowało 6 sportowców (6 mężczyzn) w 4 konkurencjach. Był to debiut reprezentacji Japonii na zimowych igrzyskach olimpijskich.

## SKład kadry

### Biegi narciarskie
Mężczyźni
| Konkurencja   | Zawodnik         | czas               | Pozycja            |
| ------------- | ---------------- | ------------------ | ------------------ |
| Bieg na 18 km | Takeo Yazawa     | 2:02:29,0          | 27.                |
| Bieg na 18 km | Sakuta Takefushi | 2:04:20,0          | 31.                |
| Bieg na 18 km | Minoru Nagata    | 2:04:23,0          | 32.                |
| Bieg na 18 km | Subaru Takahashi | 2:10:57,0          | 37.                |
| Bieg na 50 km | Minoru Nagata    | 6:02:24,0          | 24.                |
| Bieg na 50 km | Subaru Takahashi | 6:05:25,0          | 25.                |
| Bieg na 50 km | Sakuta Takefushi | 6:08:50,0          | 26.                |
| Bieg na 50 km | Takeji Aso       | Nie ukończył biegu | Nie ukończył biegu |

### Kombinacja norweska
Mężczyźni
| Zawodnik         | Konkurencja   | Bieg narciarski    | Bieg narciarski    | Bieg narciarski    | Skoki narciarskie | Skoki narciarskie | Skoki narciarskie | Skoki narciarskie | Łącznie                  | Pozycja                  |
| Zawodnik         | Konkurencja   | Czas biegu         | Pozycja            | Punkty             | Skok 1            | Skok 2            | Punkty            | Pozycja           | Łącznie                  | Pozycja                  |
| ---------------- | ------------- | ------------------ | ------------------ | ------------------ | ----------------- | ----------------- | ----------------- | ----------------- | ------------------------ | ------------------------ |
| Sakuta Takefushi | Indywidualnie | Nie ukończył biegu | Nie ukończył biegu | Nie ukończył biegu | -                 | -                 | -                 | -                 | Nie ukończył konkurencji | Nie ukończył konkurencji |

### Skoki narciarskie
Mężczyźni
| Zawodnik     | Skok 1        | Skok 2 | Nota  | Pozycja |
| ------------ | ------------- | ------ | ----- | ------- |
| Motohiko Ban | 34,0 (upadek) | 39,0   | 4,000 | 38.     |